# 사랑하는 사이
《사랑하는 사이》(일본어: 恋仲 こいなか[*])는 후지 TV 계열의 〈게츠쿠〉 시간대에서 2015년 7월 20일부터 9월 14일까지 방송된 일본의 텔레비전 드라마이다. 주연은 후쿠시 소타.

## 캐스트
- 미우라 아오이 (24) - 후쿠시 소타
- 세리자와 아카리 (24) - 혼다 츠바사
- 아오이 쇼타 (24) - 노무라 슈헤이
- 카나자와 코헤이 (24) - 타이가
- 미우라 나나미 (19) - 오오하라 사쿠라코
- 야마시로 코코네 (14) - 오오토모 카렌
- 사에키 루이코 (29) - 이치카와 유이
- 토미나가 미레이 (25) - 야마모토 미즈키
- 사와다 카즈하 (24) - 신카와 유아
- 타카나시 에리카 (29) - 바바조노 아즈사 (아지안)
- 코타니 테루요시 (31) - 마에노 토모야
- 이소하라 신이치 (35) - 나가이 마사루
- 니와 마리코 (40) - 요시다 요
- 세리자와 히로토시 (60) - 코바야시 카오루

## 스태프
- 각본 - 쿠와무라 사야카
- 주제가 - 이에이리 레오 〈네가 준 여름〉 (JVC 켄우드 빅터 엔터테인먼트)
- 음악 - 세부 히로코
- 프로듀스 - 후지노 료타
- 연출 - 카나이 히로시, 미야기 쇼고
- 제작 - 후지 TV 드라마 제작 센터

## 방송 일자
| 각 화                                                       | 방송일          | 부제                | 연출          | 시청률 |
| ----------------------------------------------------------- | --------------- | ------------------- | ------------- | ------ |
| 제1화                                                       | 2015년 7월 20일 | 네가 있던 여름      | 카나이 히로시 | 9.8%   |
| 제2화                                                       | 7월 27일        | 돌아올 수 없는 거리 | 카나이 히로시 | 9.9%   |
| 제3화                                                       | 8월 3일         | 7년째의 진실        | 미야기 쇼고   | 11.9%  |
| 제4화                                                       | 8월 10일        | 배신                | 미야기 쇼고   | 10.8%  |
| 제5화                                                       | 8월 17일        | 마지막 불꽃         | 미야기 쇼고   | 11.3%  |
| 제6화                                                       | 8월 24일        | 결의                | 미야기 쇼고   | 9.5%   |
| 제7화                                                       | 8월 31일        | 고백                | 카나이 히로시 | 10.6%  |
| 제8화                                                       | 9월 7일         | 결혼                | 미야기 쇼고   | 10.9%  |
| 최종화                                                      | 9월 14일        | 네가 준 여름        | 카나이 히로시 | 11.5%  |
| 평균 시청률 10.8% (시청률은 칸토 지구·비디오 리서치사 조사) |                 |                     |               |        |

- 첫회는 15분 확대.
- 제7화는 15분 지연.
- 최종화는 15분 확대.